# William Parra
William Parra Sinisterra (ur. 1 marca 1995 w El Charco) – kolumbijski piłkarz występujący na pozycji środkowego lub defensywnego pomocnika, od 2024 roku zawodnik nikaraguańskiego Realu Estelí.